# Chris Chalk
Christopher Eugene "Chris" Chalk, född 7 december 1977 i Asheville i North Carolina, är en amerikansk skådespelare. Han är mest känd för att spela rollen som Lucius Fox i den amerikanska dramaserien Gotham, samt för att medverka tillsammans med bland andra Matthew Rhys i HBO-dramaserien Perry Mason.

## Biografi och utbildning
Christopher Eugene Chalk föddes i Asheville i North Carolina, där han gick på Asheville High School, som han tog examen ifrån år 1996. Han studerade sedan på University of North Carolina at Greensboro.

## Karriär
År 2010 medverkade Chris Chalk i Broadwayuppsättningen av pjäsen Fences. Han har därefter medverkat i en rad olika filmer och TV-serier, såsom The Newsroom, Homeland, Justified, I lagens namn, Gotham, 12 Years a Slave och The Red Sea Diving Resort.

## Privatliv
Chris Chalk förlovade sig i september 2016 med flickvännen Kimberley Dalton och de gifte sig i Asheville den 22 april 2017.

## Filmografi (i urval)

### Filmer
- 2005 – Rent
- 2007 – Before the Devil Knows You're Dead
- 2012 – Being Flynn
- 2013 – 12 Years a Slave
- 2015 – Lila & Eve
- 2016 – Come and Find Me
- 2017 – Detroit
- 2019 – The Red Sea Living Resort
- 2021 – Godzilla vs. Kong
- 2023 – All Dirt Roads Taste of Salt

### TV-serier
- 2006 – Rescue Me (TV-serie)
- 2009 – The Good Wife (TV-serie)
- 2009 – Law & Order: Special Victims Unit (TV-serie)
- 2010 – Law & Order: Criminal Intent (TV-serie)
- 2011 – Person of Interest (TV-serie)
- 2011–2013 – Homeland (TV-serie)
- 2012–2014 – The Newsroom (TV-serie)
- 2013 – Justified (TV-serie)
- 2014 – Sons of Anarchy (TV-serie)
- 2015–2019 – Gotham (TV-serie)
- 2016 – The Blacklist (TV-serie)
- 2016–2017 – Underground (TV-serie)
- 2019 – When They See Us (TV-serie)
- 2020–2023 – Perry Mason (TV-serie)
- 2022 – Shining Girls (TV-serie)
- 2024 – Feud: Capote vs. The Swans (TV-serie)
- 2025 – It – Welcome to Derry (TV-serie)[7]